# Affaire Deveaux
Pour les articles homonymes, voir Deveaux.
 (novembre 2014).
L’affaire Deveaux est une affaire criminelle française qui s'est révélée être une erreur judiciaire sur la personne de Jean-Marie Deveaux en 1969.

## Faits et circonstances
Le 7 juillet 1961, une petite fille de sept ans, Dominique Bessard, est tuée. Ses parents tiennent une boucherie au rez-de-chaussée d'un H.L.M. au numéro 156, avenue de Saint-Exupéry, à Bron-Parilly, dans la proche banlieue lyonnaise. 
Vers 14 heures, alors que son père est parti aux abattoirs, sa mère monte chez elle au dernier étage, laissant sa fille sous la surveillance de Jean-Marie Deveaux, leur apprenti boucher, un garçon de 19 ans considéré comme mythomane. Lorsqu'elle revient, sa fille a disparu. 
Peu après seize heures, une locataire, Mme Canard, découvre le corps de Dominique dans un couloir des caves. Elle a été frappée de plusieurs coups de couteau dans le ventre avant d'être égorgée. Jean-Marie Deveaux est rapidement soupçonné du meurtre par le voisinage. 
L'enquête est confiée à Armand Charrié, directeur-adjoint de la sûreté à Lyon. La police perquisitionne chez le jeune commis et ne trouve aucune trace de sang sur ses vêtements, ses chaussures, sa montre et sous ses ongles. 
Le 29 août, Mme Bessard trouve le jeune homme, inanimé près de la cave. Celui-ci a mis en scène sa propre agression pour détourner les soupçons. Il prétend avoir été attaqué par un inconnu dans le couloir-même de la cave où la fillette a été retrouvée assassinée. 
Le 30 août, il est interrogé par les enquêteurs de la Sûreté lyonnaise. Il n'a pas d'alibi, ne sait pas se défendre, s'embrouille et se contredit, puis avoue avoir inventé cette agression pour faire taire les rumeurs. Au bout de plusieurs heures d'interrogatoire, la police menace de le soumettre à un sérum de vérité ; il avoue le meurtre, mais ne donne pas de preuves formelles ni d'éléments précis sur le déroulement des faits. 
Le lendemain, il se rétracte. Le 4 septembre, il renouvelle sa rétractation. La machine judiciaire démarre.
Cinq témoins ont évoqué un rôdeur aperçu peu de temps auparavant près de l’immeuble, la police néglige d'explorer ces pistes. Le juge d'instruction, Roger Robin, reste troublé par les contradictions et l'absence de mobile.

## Déroulement du procès
Le procès se déroule du 4 au 7 février 1963 devant la Cour d'assises du Rhône, présidée par Roger Combas, qui a la réputation d'être d'une grande sévérité. Il s'acharnera à démontrer la culpabilité de l'accusé à l'aide d'une vague histoire de chat qu'aurait tué Deveaux, selon le principe : « qui tue un chat, tue une fillette ».
Les conclusions des experts ne sont pas compatibles avec les aveux. L'avocat général, Louis Cuinat, invente un mobile imaginaire : Deveaux aurait été surpris en train de voler par la fillette. Il requiert 20 ans de réclusion. Les délibérations se passent mal, de l'aveu-même de certains jurés, et comme le révélera maître André Soulier, l'avocat commis d'office de Jean-Marie Deveaux. Deveaux, désigné coupable, est condamné à vingt ans de réclusion criminelle.

## Les suites de l'affaire
Jean-Marie Deveaux continue de clamer son innocence. Au père Boyer, un jésuite visiteur des prisons, il écrit en 1966 : « Le criminel a toute liberté, et moi, innocent, je suis enfermé entre quatre murs. Ma vie est gâchée. J'en ai marre de la vie, je vais mourir. » 
Un comité pour la révision du procès s'est constitué en 1966. Y figurent Jean Rostand, de l’Académie française, Gilbert Cesbron, Frédéric Pottecher, et Eugène Claudius-Petit, alors vice-président de l’Assemblée nationale.
Il fait une tentative de suicide en 1967 à la prison de Melun. En 1968, il commence une grève de la faim de quarante jours. 
Deux tentatives de pourvoi en cassation échouent. Elles portaient sur un vice de procédure « imparable » : le président, le commissaire Durin et l'avocat général sont allés sur les lieux du crime sans les avocats et les jurés. Une troisième tentative est soutenue par le garde des sceaux de l'époque René Capitant. Le 30 avril 1969, le pourvoi est accepté.  La cour d'assises de la Côte-d'Or est désignée pour juger de nouveau Jean-Marie Deveaux.
Lors du second procès devant la Cour d'assises de Dijon,  le 15 septembre 1969, les experts et les policiers ne cessent de se contredire, les témoins ont des trous de mémoire. Dans le village, la situation s'est dégradée : en août 1963, une jeune femme a été assassinée à Bron-Parilly, non loin de la cave où avait été retrouvée la petite Dominique ; peu de temps après, une femme et une fillette y ont été agressées.
Les délibérations durent 35 minutes. Jean-Marie Deveaux est acquitté, le 27 septembre 1969.
Il essaie de reprendre une vie « normale ». Il trouve un travail chez Berliet, se marie avec une laborantine qui lui écrivait en prison et avec qui il a eu deux enfants. Le 2 mars 1972, la justice lui accorde une indemnité de 125 000 francs pour ses huit années de prison. 
Cette affaire est à l'origine de la loi du 17 juillet 1970. Elle porte sur l'indemnisation des personnes acquittées, relaxées ou bénéficiaires d'un non-lieu, ayant subi une détention qui a provoqué pour elles un préjudice d'une particulière gravité ; elle est préparée par maître André Soulier, avec le Garde des Sceaux René Pleven.

### Articles de presse
- « Me Soulier : “Deveaux est l’Alfred Dreyfus des banlieues” » Article de Christelle Monteagudo publié le 27 novembre 2013 dans Lyon Capitale
- « On commence par un chat » Article d'Éric Nicolas publié le 28 août 2013 dans Vosges Matin
- « Huit ans de combat » Article de Gilles Gaetner publié le 31 mai 2004 dans L'Express

### Émission radiophonique
- « L'affaire Jean-Marie Deveaux : histoire d'une erreur judiciaire » le 19 novembre 2015 dans L'Heure du crime de Jacques Pradel sur RTL
- « L'affaire Deveaux » le 2 septembre 2017 dans Hondelatte raconte de Christophe Hondelatte sur Europe 1
- « L'affaire Jean-Marie Deveaux » le 11 juin 2025 dans Affaires Sensibles de Fabrice Drouelle sur France Inter